# Dicranomyia illustris
Dicranomyia illustris är en tvåvingeart som först beskrevs av Alexander 1944.  Dicranomyia illustris ingår i släktet Dicranomyia och familjen småharkrankar. Inga underarter finns listade i Catalogue of Life.